# Lime Springs
Lime Springs és una població dels Estats Units a l'estat d'Iowa. Segons el cens del 2000 tenia 496 habitants.

## Demografia
Segons el cens del 2000, Lime Springs tenia 496 habitants, 220 habitatges, i 144 famílies. La densitat de població era de 187,8 habitants/km².
Dels 220 habitatges en un 29,1% hi vivien nens de menys de 18 anys, en un 53,6% hi vivien parelles casades, en un 10,9% dones solteres, i en un 34,1% no eren unitats familiars. En el 31,4% dels habitatges hi vivien persones soles el 16,4% de les quals corresponia a persones de 65 anys o més que vivien soles. El nombre mitjà de persones vivint en cada habitatge era de 2,25 i el nombre mitjà de persones que vivien en cada família era de 2,81.
Per edats la població es repartia de la següent manera: un 25,2% tenia menys de 18 anys, un 5,6% entre 18 i 24, un 26,4% entre 25 i 44, un 17,3% de 45 a 60 i un 25,4% 65 anys o més.
L'edat mediana era de 41 anys. Per cada 100 dones de 18 o més anys hi havia 91,2 homes.
La renda mediana per habitatge era de 33.750 $ i la renda mediana per família de 39.063 $. Els homes tenien una renda mediana de 30.000 $ mentre que les dones 21.776 $. La renda per capita de la població era de 15.706 $. Entorn del 5,2% de les famílies i el 5,9% de la població estaven per davall del llindar de pobresa.

## Poblacions més properes
El següent diagrama mostra les poblacions més properes.